# 얼하이호
얼하이(洱海) 호수는 중화인민공화국 윈난성에 있는 호수로, 중국의 담수호 중에서는 7번째로 큰 호수이다.

## 개요

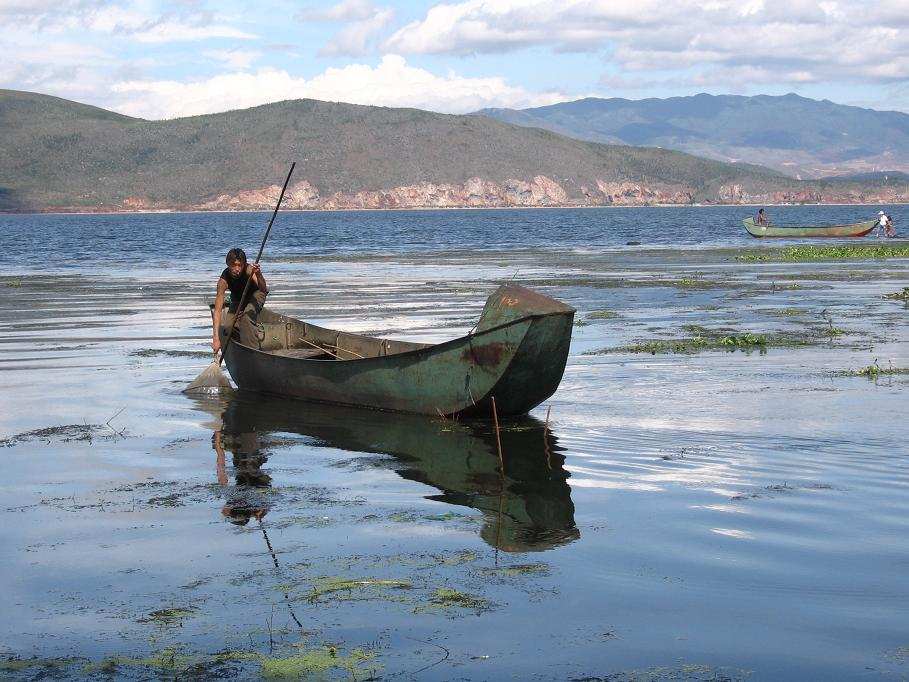
얼하이

얼하이는 윈난성 다리시의 북서쪽에 위치하는 담수호로 윈난 성에서는 뎬츠호 다음으로 큰 호수이다. 호수는 고원지대에 위치하고 있고 해발 1,972m, 남북으로 긴 형태를 하고 있으며, 남북으로 길이 약 42.6 km, 동서로 약 8 km의 폭을 가지고 있다. 호수의 표면적은 약 249 km2, 평균 깊이는 11m, 최대 깊이는 20m정도로, 저수량은 약 25억m3이다. 단층호에서 주위를 창산 등의 산에 둘러싸여 있어 몇 개의 강으로부터 물이 흘러들지만, 외부에 흐르는 강은 다리시 하관진 부근의 서이하에서 란창강을 거쳐, 최하류인 메콩강이 된다.

## 이용
고기잡이, 농업, 식수 등에 폭넓게 이용되고 있다. 수산업으로는 부이족이 그물이나 가마우지 낚시에 의한 고기잡이를 하고 있는 것 외에도 장쑤성의 타이호로부터 유입된 소어류의 양식을 하고 있다. 본래 따리잉어 등의 고유종이 많았지만, 1970년대 이후 외래종이 증가해 현재는 외래종이 우세해지는 등, 생태계의 변화가 급격히 일어나고 있다. 또 생활하수의 유입 등으로 부영양화가 진행되고 있다.

## 관광

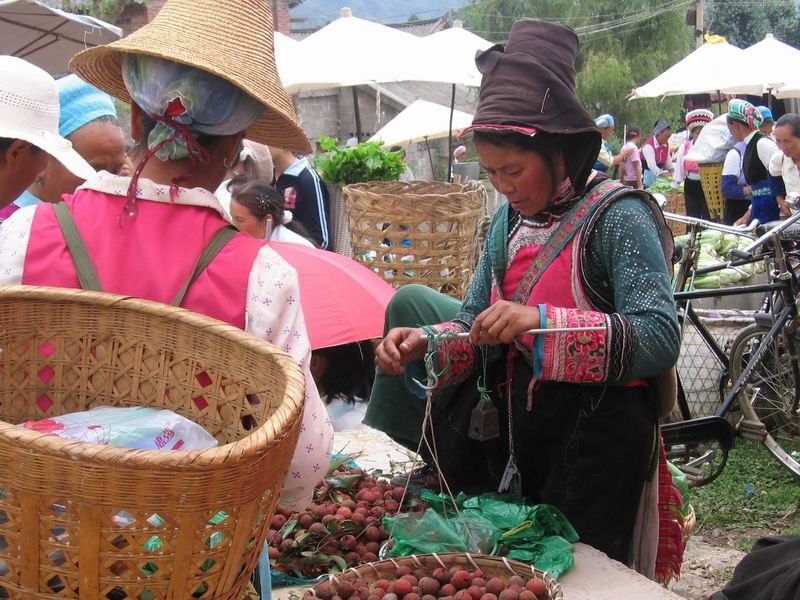
얼하이 주변 시장의 바이족

위도 상으로는 태양의 복사열을 잘 받는 위치에 있지만, 고지대에 있기 때문에 기온은 연중 온화하고, 관광에는 적합한 기후를 가진다. 호수의 연평균 수온도 16.9°C로 안정되어 있다. 풍화설월의 명소인 따리 4경 중의 하나인 ‘얼하이의 달’로 호수면에 떠오르는 달의 풍치가 뛰어나다고 알려져 있다. 남안의 하관진과 북서쪽에 위치하는 호접천을 묶는 관광선이 운행되고 있다. 선내에서는 부이족의 삼도차를 제공하거나 부이족의 춤을 선보이는 것도 있다.

## 역사
옛 명칭에는 엽유호, 곤미천, 시얼허(西洱河), 시얼허(西二河) 등으로 나온다. 차마고도의 출발지로 8세기에 남조국은 농업용수나 식용수 확보를 위해 이곳에 수도를 두었다고 추측된다. 또한 주위의 숲은 사슴 사냥의 장소로서 이용되고 있었다고 한다. 그 다음 937년에 개국한 대리국도 얼하이를 생활의 터전으로 이용했다.

## 같이 보기
- 차마고도